# Köstendorf
Köstendorf ist eine Gemeinde im Salzburger Land im Bezirk Salzburg-Umgebung in Österreich mit 2726 Einwohnern (Stand 1. Jänner 2024).

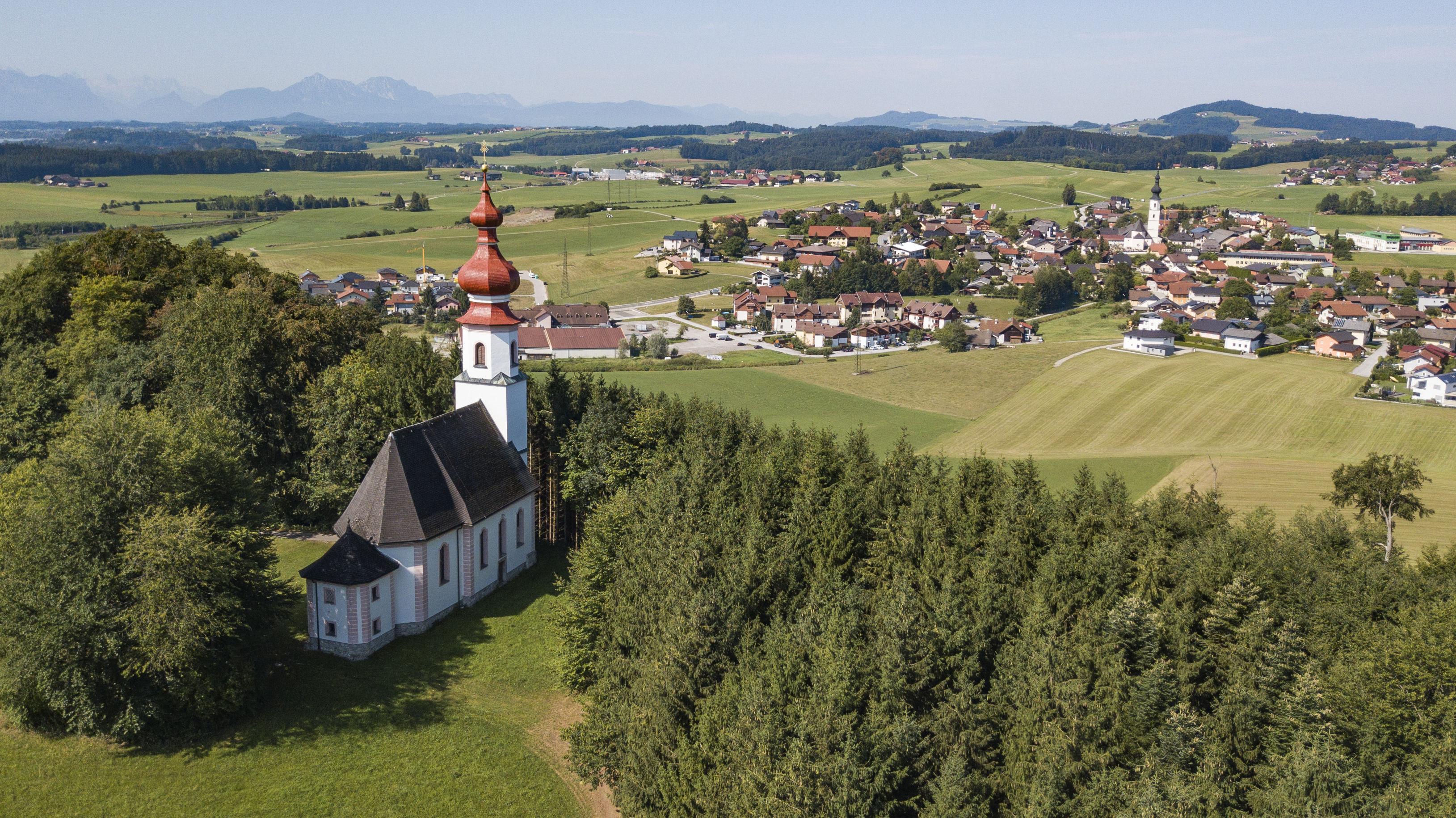
Blick auf Köstendorf mit der Filialkirche St. Johann am Berg im Vordergrund.

## Geographie
Die Gemeinde liegt 15 Kilometer nordöstlich der Stadt Salzburg am Wallersee im Gerichtsbezirk Seekirchen am Wallersee. Die größten Bäche sind der Eisbach und der Wallerbach. An ihrer Mündung in den Wallersee liegt das Europaschutzgebiet Wenger Moor. Hier im Süden liegt das Land auf 500 Meter Seehöhe, nach Norden steigt es auf über 700 Meter an.
Die Gemeinde hat eine Fläche von 23,10 Quadratkilometer. Davon sind 65 Prozent landwirtschaftliche Nutzfläche, 22 Prozent sind bewaldet und 5 Prozent entfallen auf den Wallersee.

### Gemeindegliederung
Die Gemeinde besteht aus den Katastralgemeinden Köstendorf und Tödtleinsdorf. Das Gemeindegebiet umfasst folgende 10 Ortschaften (in Klammern Einwohnerzahl Stand 1. Jänner 2024):
- Enharting (67)
- Gramling (22)
- Helming (267) samt Erka, Fischachmühle, Fischweng, Haunharting und Waldsiedlung Fischweng
- Hilgertsheim (104) samt Gerperding und Hilgertsheim-Zerstreute Häuser
- Kleinköstendorf (362)
- Köstendorf (1166) samt Hellmühle und Vogltenn
- Spanswag (376) samt Berg, Buchwinkl und Pifuß
- Tannham (57)
- Tödtleinsdorf (148) samt Oberried, Tödtleinsdorf-Zerstreute Häuser und Unterried
- Weng (157)

### Nachbargemeinden
|                         | Lochen am See (BR)                          | Straßwalchen |
| Schleedorf              | Kompassrose, die auf Nachbargemeinden zeigt | Neumarkt     |
| Seekirchen am Wallersee | Henndorf am Wallersee                       |              |

## Geschichte
Die erste urkundliche Erwähnung Köstendorfs stammt aus dem Jahre 784, aber das Gebiet am Fuße des Tannbergs weist eine weit längere Besiedelungsgeschichte auf. So wurde zum Beispiel am Ufer des Wallersees in Weng ein Einbaum aus der Steinzeit gefunden und im Sommer 1924 wurde von Martin Hell und seiner Frau am Tannberg eine Ansiedlung aus der jüngeren Steinzeit entdeckt und teilweise wissenschaftlich erforscht.
Auch zahlreiche Hügelgräber wurden am Tannberg und in der Nähe der Fischachmühle gefunden. Anhand der Funde wurden diese auf die jüngeren Hallstattzeit (circa 700 v. Christi Geburt) datiert. Geöffnet und untersucht wurden die Hügelgräber in der Zeit zwischen 1907 und 1924 durch Professor Oliver Klose (1907) bzw. durch Martin Hell und seiner Frau (1911 und 1924).
Da das Gemeindegebiet von Köstendorf an der Römerstraße zwischen Salzburg und Wels lag, gab und gibt es natürlich auch immer wieder Funde aus dieser Zeit. So wird z. B. im Jahresbericht des Museums Carolino-Augusteum aus dem Jahr 1866 auf der S. 23 der Erwerb eines Gefäßes in Büstenform aus Bronze erwähnt, welches aus den Resten eines römischen Gebäudes stammt, das in Tannham gefunden wurde. Auch in den bis zum Zweiten Weltkrieg zu Köstendorf gehörenden Weilern Neufahrn, Wertheim und Pfongau wurden zwischen 1877 und 1947 immer wieder römische Überreste entdeckt. Die letzten Ausgrabungen in Pfongau wurden erst in jüngster Zeit unternommen, dabei wurden die Reste einer Villa Rustica untersucht und unter anderem eine Venus-Figur aus Bronze gefunden.
Wie bereits erwähnt, stammt die urkundliche Erstnennung Köstendorfs aus dem Jahre 784 unter dem Namen Chessindorf. Der Name Chessindorf stammt aus dem Romanischen und in der Breves Notitiae werden auch Romanen eigens im Zusammenhang mit Chessindorf erwähnt. Die Weiler deren Namen auf -ing und -ham enden, sind Zeugnisse für die in der zweiten Hälfte des 6. Jahrhunderts einsetzende Besiedlung des Raumes durch die Bajuwaren. Ebenfalls schon im frühen Mittelalter wurden mit der Endung auf -dorf Orte bezeichnet, die innerhalb der bäuerlichen Siedlungslandschaft eine gewisse „zentrale“ Bedeutung (z. B. Kirchenorte) hatten. Diese entstanden meist an wichtigen Verkehrswegen wie Henndorf, an der alten Römerstraße von Juvavum (Salzburg) nach Ovilava (Wels) oder Köstendorf an der Verbindung vom Wallersee-Becken zum Trumer-Seen-Gebiet.
Vermutlich aus dem Frühmittelalter stammen die spärlichen Reste einer Fliehburg am westlichen Ende der ersten Hangterrasse des Tannbergs. Erhalten sind Reste eines Walls mit Graben in einer Breite von rund 8 Metern in unterschiedlicher Höhe bzw. Tiefe (Wall 0,6 bis 0,8 und Graben rund 1,8 Meter). Durch Wall und Halsgraben ist eine gerundete Dreiecksform in der Länge von circa 20 Meter abgetrennt worden. Die hintere Kante dieses Burgstalls bildet der steile Abhang zum Schreiberbach.
Weiters soll in Weng zwischen Wallerbach und Altbach auf einer Anhöhe ein Turm gestanden haben. Urkundlich erwähnt wird dieser in einer Schenkungsurkunde an das Kloster Mondsee: ein Gut in Weng „bei der Mauer und die Mauer selbst“.
Im Mittelalter gehörte dann das Amt Köstendorf mit den Ämtern Seekirchen und Henndorf zum Pfleggericht Alt- und Lichtentann, damals war Köstendorf in vier Rügate (Verwaltungsteile) aufgeteilt. (Die spätere Teilung des Gemeindegebiets orientierte sich an dieser Aufteilung.) Köstendorf war für Lichtentann und Seekirchen für Altentann die Mutterpfarre. Als 1240 Neumarkt am Wallersee, von Erzbischof Eberhard II gegründet, mit umfassenden Privilegien ausgestattet und von den späteren Erzbischöfen immer weiter als Grenzbastion ausgebaut wurde, verlor Köstendorf immer mehr an Bedeutung.
Die letzte Pestepidemie in Salzburg, 1713 bis 1715, trat dann in den Orten Köstendorf, Steindorf und Berndorf auf. Die Opfer dieser Epidemie aus Köstendorf und Steindorf wurden bei der Filialkirche St. Johann am Berg in Kleinköstendorf in einem eigens dafür angelegten Pestfriedhof begraben.
Seit 1849 zählt Köstendorf als eigenständige Gemeinde und umfasste bis zum Zweiten Weltkrieg ein wesentlich größeres Gebiet als heute. Vor dem Zweiten Weltkrieg gehörten auch die jetzt zu Neumarkt am Wallersee gehörenden Weiler Pfongau, Lengroid, Sommerholz, Wertheim, Neufahrn, Schalkham, Maierhof, Thalham und Matzing zum Gemeindegebiet. Beim Anschluss Österreichs an das Deutsche Reich im März 1938 wurde die Gemeinde aufgelöst und der Gemeinde Neumarkt a. W. angegliedert. Der westliche Teil ab Fischachmühle kam zu Schleedorf. Nach dem Ende des Zweiten Weltkriegs wurde von einigen Köstendorfern alles unternommen wieder eine eigenständige Gemeinde zu errichten. Was auch nach fünf Jahren am 4. April 1950 unter Zurücklassung von einigen Gebieten gelang.

### Bevölkerungsentwicklung

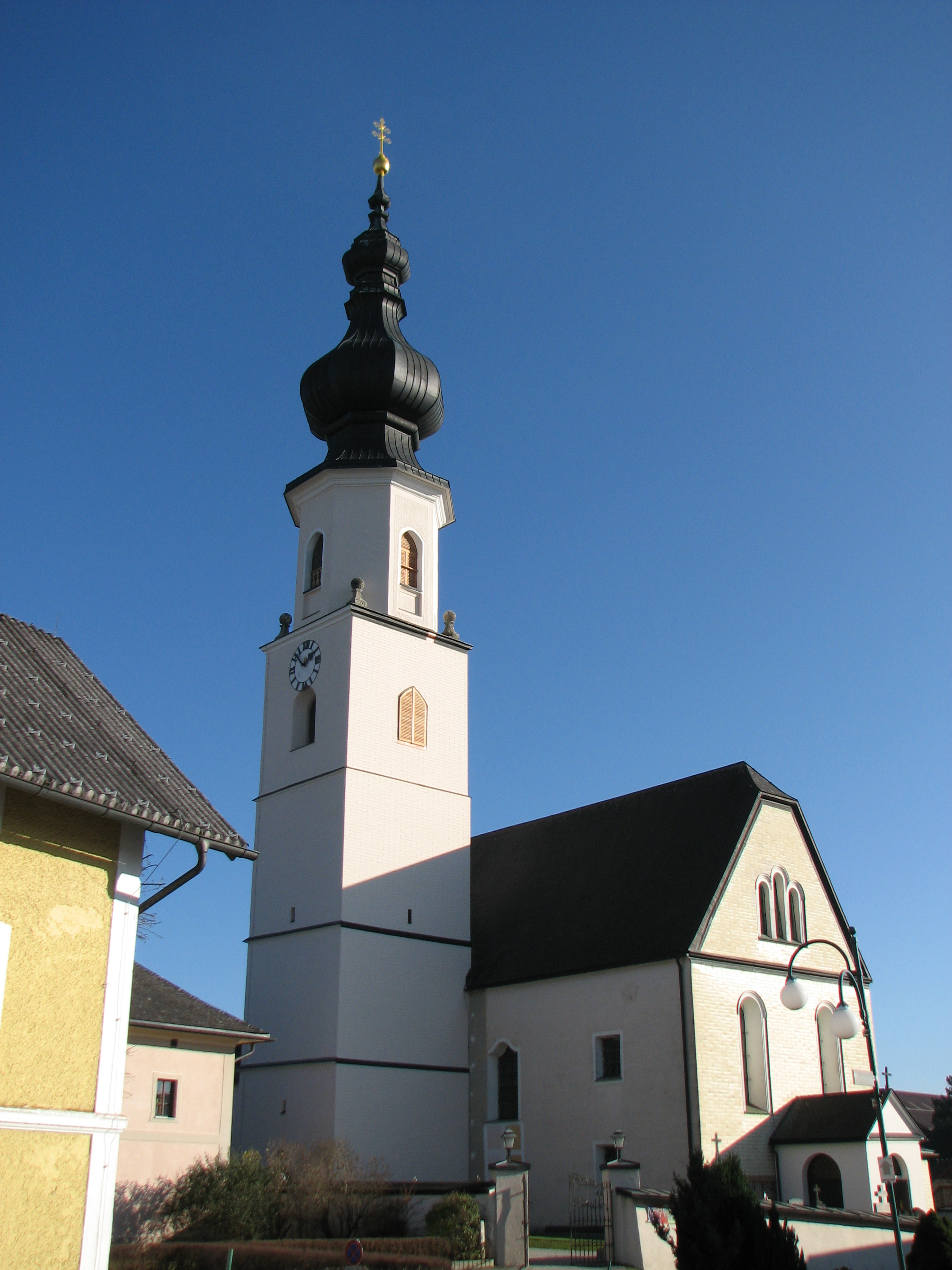
Pfarrkirche Köstendorf

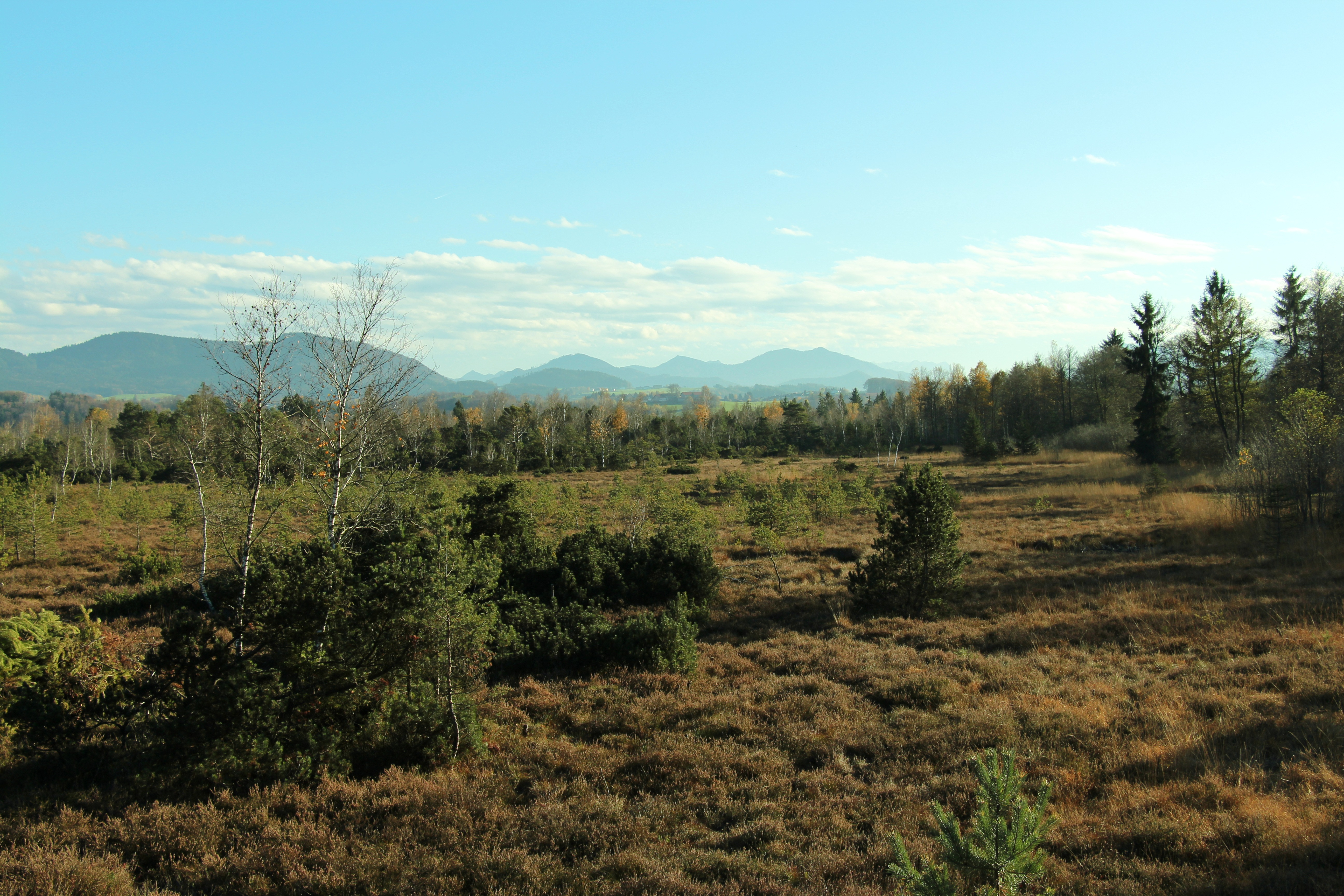
Wenger Moor

## Kultur und Sehenswürdigkeiten
- Pfarrkirche Köstendorf
- Filialkirche St. Johann am Berg: Die Kirche wurde erstmals 1447 erwähnt. Der gotische Bau wurde im 18. Jahrhundert barockisiert.[15]
- Tiefsteinklamm
- Kirche Tödtleinsdorf
- Heimatmuseum
- Wenger Moor (Europaschutzgebiet), bei Weng

## Wirtschaft und Infrastruktur

### Verkehr
- Straße: Köstendorf liegt an der Westbahn.
- Bahn: Anschlüsse in der Gemeinde sind der Bahnhof Neumarkt am Wallersee und die Haltestelle Köstendorf Weng.

### Bildung
In Köstendorf befinden sich ein Kindergarten, eine Volksschule, eine Sonderschule (Hannes-Schmidt Schule) sowie eine Neue Mittelschule.

## Politik

Rathaus Köstendorf

### Gemeinderat
| Gemeinderatswahl 2024Wahlbeteiligung: 70,7 % 706050403020100 66,6 % (−1,7 %p)19,2 % (−2,2 %p)14,2 % (+3,9 %p) ÖVPSPÖFPÖ20192024 |

Die Gemeindevertretung hat insgesamt 19 Mitglieder.
- Mit den Gemeindevertretungs- und Bürgermeisterwahlen in Salzburg 2004 hatte die Gemeindevertretung folgende Verteilung: 12 ÖVP, 5 SPÖ, und 2 FPÖ.
- Mit den Gemeindevertretungs- und Bürgermeisterwahlen in Salzburg 2009 hatte die Gemeindevertretung folgende Verteilung: 13 ÖVP, 4 SPÖ, und 2 FPÖ.[16]
- Mit den Gemeindevertretungs- und Bürgermeisterwahlen in Salzburg 2014 hatte die Gemeindevertretung folgende Verteilung: 13 ÖVP, 4 SPÖ, und 2 FPÖ.[17]
- Mit den Gemeindevertretungs- und Bürgermeisterwahlen in Salzburg 2019 hatte die Gemeindevertretung folgende Verteilung: 13 ÖVP, 4 SPÖ, und 2 FPÖ.[18]
- Mit den Gemeindevertretungs- und Bürgermeisterwahlen in Salzburg 2024 hat die Gemeindevertretung folgende Verteilung: 13 ÖVP, 4 SPÖ und 2 FPÖ.[19]

### Bürgermeister
- bis 2003 Franz Santner (ÖVP)[20]
- 2003–2012 Josef Krois (ÖVP)[21]
- seit 2012 Wolfgang Wagner (ÖVP).[22]

### Wappen
Der Gemeinde wurde 1951 folgendes Wappen verliehen:
Ein gespaltenes Schild, rechts innerhalb eines von Rot und Silber gestückten Bordes in Silber auf grünem Dreiberg eine grüne Tanne, links in Silber ein roter Balken.
Die Tanne steht für den Tannberg, das Wahrzeichen der Gemeinde, und erinnert an die Herren von Tann, die Lehensbesitzer in Köstendorf waren. Der rote Balken im Silber ist dem Wappen der Herren von Puchheim entnommen, die das Gebiet um Weng besaßen und sich zeitweise auch Herren von Weng nannten.

## Persönlichkeiten

### Söhne und Töchter der Gemeinde
- Joseph Mösl (1821–1851), Porträtmaler und Freskant